# Xylen
Xylen er en kulbrinte, der også kaldes dimethylbenzen eller xylol. Xylen forekommer i tre isomere former, ortho-, meta- og para-xylen. Anvendes som organisk opløsningsmiddel.
Zeolitten ZSM-5 har høj selektivitet mod p-xylen, og bruges industrielt til fremstilling af stoffet.
Xylen er en ren klar væske med en stærk, sød, karakteristisk lugt.
I dagligdagen bliver xylen brugt som fortynding af rust- og træbeskyttelse. 
Smeltepunktet for xylen ligger mellem -47,87 og 13,26 grader Celsius. 

Den største producent af xylen ligger i Singapore